# Camarosporellum nervisequum
Camarosporellum nervisequum är en svampart som först beskrevs av Tassi, och fick sitt nu gällande namn av Tassi 1902. Camarosporellum nervisequum ingår i släktet Camarosporellum, divisionen sporsäcksvampar och riket svampar.   Inga underarter finns listade i Catalogue of Life.